# ارمک رونده
ارمک رونده (نام علمی: Ephedra foliata) نام یک گونه از سرده ارمک است.